# Werferth
Werferth (... – 907 o 915) è stato un traduttore e vescovo inglese.

## Ceni biografici
Werferth fu consacrato vescovo di Worcester nell'872. Contemporaneo e amico di Alfredo il Grande, fu un importante traduttore dal latino all'antico inglese. Le sue traduzioni, tra le quali è soprattutto nota quella dei Dialoghi di Gregorio Magno, gli furono commissionate dal re Alfredo. Collaborò inoltre con gli eruditi Plegmund, Æthelstan e Wærwulf alla traduzione in inglese antico della Cura Pastoralis di Papa Gregorio I. Morì tra il 907 e il 915.